# Elena Drăgulinescu-Stinghe
Elena Drăgulinescu-Stinghe (n. 8 decembrie 1881, Ploiești, România – d. 2 decembrie 1970, București, România) a fost o interpretă de operă (soprană) și profesoară de canto română.

## Biografie
După studiile gimnaziale la Azilul „Elena Doamna” din București, urmează între 1901 și 1906 cursurile Conservatorului din București, cu profesorii Charlota Laria (canto), Dumitru Georgescu-Kiriac (teorie, solfegiu, armonie, cor), Carl Flesch (vioară) și actrița Aristizza Romanescu (dicțiune). În particular, studiază cu Elena Teodorini, apoi, între 1910 și 1912, se specializează la Paris (canto) cu mari muzicieni.
În 1902 a debutat la Teatrul Național București, în compania unei trupe lirice franceze, în rolul Philine din opera Mignon, pe care l-a interpretat până în 1909.
Între 1909 și 1914 a jucat cu succes în Paris și în alte orașe franceze. În timpul primului război mondial a revenit în România. În sezonul 1914-1915, a fost solista Operei din București și între 1916-1918 a fost solistă la Opera din Iași.
A fost solista Operei din București timp de aproape două decenii, cu excepția unui an (1927-1928), cănd a cântat la Opera din Cluj. În 1940 s-a retras de pe scenă și a predat lecții private de canto și lecții la Conservatorul „Astra” din București.
În anul 1919 se număra printre fondatorii Societății Lirice Române ”Opera”
În 1965 a publicat la Editura muzicală volumul Amintiri.